# Bella Dodd
Pour les articles homonymes, voir Dodd.
Bella V. Dodd née Maria Assunta Isabella Visono en 1904 et morte en 1969, est une juriste, enseignante et syndicaliste américaine. Membre du Parti communiste des États-Unis dans les années 1930 et les années 1940, elle devint ensuite une militante anticommuniste.

## Biographie
Madame Dodd fut conseillère officielle du Parti communiste des États-Unis, membre du "national committee". Elle rédigeait également des articles pour son organe, le Daily Worker. Après l'avoir quitté, elle donna un volumineux témoignage sur l'infiltration communiste de l'Église catholique et de l'État devant le Comité d'Activités Non-Américaines (House Un-American Activities Committee) de la Chambre des représentants des États-Unis dans les années 1950. Elle s'est convertie au catholicisme en 1952.

## Thèses
Son livre, "School of Darkness" (1954) expose différentes révélations à propos du Communisme. Elle décrit le Russian Institute comme une agence de propagande sophistiquée, permettant à de grands noms américains comme les Vanderbilt, Lamont, Whitney ou Morgan de se mêler aux responsables communistes. Elle émet des doutes sur le suicide d'une membre du bureau politique des années 1930, Anna Damon, laissant entendre qu'elle aurait pu être assassinée.
À propos du fonctionnement du parti, elle affirme qu'il fonctionne d'après des décisions pré-planifiées.
Elle souligne que le Parti n'a pas de programme à long terme pour les services sociaux, les hôpitaux, les écoles ou le gardiennage d'enfants malgré son profil social. Elle révèle que le Parti plagie les programmes de divers syndicats et associations sociales, les adaptant au goût du jour, les réformes ne faisant pas partie de la stratégie à long terme du communisme, qui vise la révolution et la dictature du prolétariat. Pour elle, le National Committee et le National Board (office national) du Parti sont de simple paravents.
Elle accuse le parti de prôner la confusion, chaos, la dépravation, la perversion, la guerre de tous contre tous: hommes contre femmes, parents contre enfants, noirs contre blancs, rejoignant l'analyse d'un dissident soviétique des années 1980, Youri Bezmenov.

## Analyse
Son parcours est ressemblant de celui d'un autre militant communiste américain, Manning Johnson, qui témoigna en 1953, toujours devant le Comité d'Activités Non-Américaines de la Chambre, en déclarant notamment qu'« autrefois la tactique d'infiltration des organisations religieuses fut établie par le Kremlin. Les Communistes ont découvert que la destruction de la religion pourrait avancer beaucoup plus vite par l'infiltration de l'Église avec des Communistes opérant à l'intérieur de l'Église elle-même.», ainsi qu'à Kenneth Goff.

## Livres
- (1954) School of Darkness, Texte en ligne